# الرحراحة (الرقة)
الرحراحة قرية سورية تتبع ناحية الجرنية في منطقة الثورة في محافظة الرقة. بلغ عدد سكانها 408 نسمة في عام 2004 حسب إحصاء المكتب المركزي للإحصاء.